# Sierra del Almuerzo
Sierra del Almuerzo är ett berg i Spanien.   Det ligger i provinsen Provincia de Soria och regionen Kastilien och Leon, i den nordöstra delen av landet, 200 km nordost om huvudstaden Madrid. Toppen på Sierra del Almuerzo är 1 553 meter över havet, eller 371 meter över den omgivande terrängen. Bredden vid basen är 6,0 km.
Terrängen runt Sierra del Almuerzo är kuperad åt nordost, men åt sydväst är den platt. Runt Sierra del Almuerzo är det mycket glesbefolkat, med 2 invånare per kvadratkilometer. Närmaste större samhälle är Soria, 19,7 km väster om Sierra del Almuerzo. Trakten runt Sierra del Almuerzo består till största delen av jordbruksmark.